# Walter Generati
Walter Generati (Solara, 8 settembre 1913 – Modena, 8 febbraio 2001) è stato un ciclista su strada italiano.
Professionista e indipendente tra il 1933 e il 1952, vinse due tappe al Giro d'Italia e una al Tour de France.

## Carriera
Corse per la Frejus, la Bianchi, la Lygie, la Gloria, la Ricci, l'Arbos e la Benotto. Si distinse soprattutto nelle corse a tappe, concludendo tre volte nei primi dieci al Giro d'Italia e vincendo tre frazioni su sette partecipazioni, a San Severo nel 1937, a Montecatini Terme nel 1938 e a Fiuggi nel 1940; vinse anche la tappa di Metz al Tour de France 1937 e una tappa al Giro dei Tre Mari 1938.

## Palmarès
- 1937

Torino-Ceriale
11ª tappa, 1ª semitappa Giro d'Italia (Foggia > San Severo)
3ª tappa Tour de France (Charleville-Mézières > Metz)
- 1938

3ª tappa Giro dei Tre Mari (Pescara > Foggia)
4ª tappa, 2ª semitappa Giro d'Italia (La Spezia > Montecatini Terme)
- 1940

7ª tappa Giro d'Italia (Napoli > Fiuggi)

## Piazzamenti

### Grandi Giri
- Giro d'Italia

1936: 11º
1937: 6º
1938: 6º
1939: 21º
1940: 7º
1946: ritirato
1947: 33º
- Tour de France

1937: ritirato (5ª tappa)

### Classiche monumento
- Milano-Sanremo

1933: 70º
1937: 31º
1941: 26º
1943: 41º
1947: 25º
- Giro di Lombardia

1933: 46º